# Болингштет
Болингштет (њем. Bollingstedt) општина је у њемачкој савезној држави Шлезвиг-Холштајн. Једно је од 134 општинска средишта округа Шлезвиг-Фленсбург. Према процјени из 2010. у општини је живјело 1.485 становника. Посједује регионалну шифру (AGS) 1059010.

## Географски и демографски подаци
Болингштет се налази у савезној држави Шлезвиг-Холштајн у округу Шлезвиг-Фленсбург. Општина се налази на надморској висини од 17 метара. Површина општине износи 27,0 km². У самом мјесту је, према процјени из 2010. године, живјело 1.485 становника. Просјечна густина становништва износи 55 становника/km².